# 鳥羽山照夫
鳥羽山 照夫（とばやま てるお、1935年3月3日 - 2003年2月11日）は鴨川シーワールド初代館長（国際海洋生物研究所所長）・総支配人。日本で初めてシャチを飼育し、バンドウイルカの人工授精に取り組んだ。40年以上もの間、一貫して水族館経営に従事し、日本における海獣類の飼育・調教・展示の基礎を築き、その発展に尽力した。収集した骨格標本が「鳥羽山鯨類コレクション」として残っている。農学博士。

## 人物・略歴
静岡県浜松市出身。1953年、静岡県立静岡城内高等学校卒業。1958年、東京水産大学水産学部増殖学科卒業（淡水養殖学専攻）。宇和島市の真珠養殖会社に就職したが、激務から神経痛を患い、3年後に退職した。父親が郵便局長を務めていた伊東市へ温泉治療のために訪れたところ、伊東水族館の開館準備期であり、1961年、伊東水族館の飼育担当として誘われ就職。1967年、文部省派遣研究員としてアメリカへ研修出張。1968年、照島ランド水族館（福島県いわき市）にスカウトされ園長となる。1969年、鴨川シーワールドに再びスカウトされ水族館長（照島ランド園長兼務）。数多くのイルカ類などの飼育・調教を手がけ、日本で初めてシャチを飼育する。1973年、沖縄国際海洋博覧会政府出展水族館海獣展示プロデューサー。1974年、イルカの食性研究により、農学博士。1996年、鴨川シーワールド総支配人に就任。イルカを求めて海外30カ国以上を訪ね、鴨川シーワールドを動物飼育、学術研究、経理管理の三面で世界レベルの水族館に育てた。
1982年からバンドウイルカの人工授精に取り組み、2002年に実施、鳥羽山死後の同年10月、繁殖に成功し「サニー」と名付けられた。これが鴨川シーワールドの2004年、JAZAの古賀賞受賞に繋がった。鴨川シーワールドでは、その後も別のペアで人工授精による出産に成功している。

### 鳥羽山鯨類コレクション
鳥羽山照夫が収集した小型鯨類骨格標本群と，高橋俊男（彫刻家）が制作した鯨類ミニチュアモデルの総称。骨格標本は全111個体分あり，これだけの数が一同に揃っているのは貴重であり、東京海洋大学に寄贈され研究などに活用されている。

## 著書・監修
- 『イルカと一緒に遊ぶ本』 鳥羽山照夫 監修 青春出版社 1998.8
- 『水族館と小学生 : わかるほど楽しい水族館』 鳥羽山照夫 編著 リバティ書房 1997.7
- 『新 水族館へ行きたくなる本』 鳥羽山照夫 編著 リバティ書房 1996.10
- 『とびだす海の世界 : 見て、さわって、匂いをかいで、色あざやかな、不思議な海の世界を探検 : the ultimate ocean book』 鳥羽山照夫 日本語版監修 ; マリア・マード=ルース 著 ; バージ・カスク, ビバリー・E.ベナー 絵 ゴールデンブック 1996.12
- 『イルカの愛 : 親子愛、友情、そして恋愛』 鳥羽山照夫 著 光文社 1994.4
- 『水族館へ行きたくなる本』 鳥羽山照夫 編著 リバティ書房 1990.4
- 『海豚博士見聞録 「イルカ」「いないか?」』 鳥羽山照夫 著 マリン企画 1980.11
- 『海の巨人 クジラやイルカのくらし』（海の科学シリーズ） 東明 著, 鳥羽山照夫 監修 マリン企画 1980.11
- 『海のけもの ラッコやマナティーのくらし』（海の科学シリーズ） 東明 著, 鳥羽山照夫 監修 マリン企画 1979.11
- 『飼育ハンドブック 水族館編 (3) ― 飼育水の管理/施設の運用/水族による事故/馴致と調教』 鳥羽山照夫・ブルース・W・ハルステッド・平山和次・堤俊夫・久田迪夫 著 日本動物園水族館協会 1978.1

### 関連書籍
- 『鳥羽山鯨類コレクション　東京海洋大学所蔵鯨類骨格標本の概要』 加藤秀弘・荒井一利・中村玄 編 生物研究社 2014.5